# Andrei Stanislawowitsch Olchowski
Andrei Stanislawowitsch Olchowski (russisch Андрей Станиславович Ольховский, engl. Andrei Stanislavovich Olhovskiy; * 15. April 1966 in Moskau, Russische SFR) ist ein ehemaliger sowjetisch-russischer Tennisspieler.

## Karriere
Olchowski begann seine Profikarriere im Jahr 1989. Als Einzelspieler gewann er zwei Titel. Erfolgreicher war er im Doppel mit insgesamt 20 Titeln. Zudem gewann er zwei Grand-Slam-Titel im Mixed: 1993 mit Jewgenija Manjukowa bei den French Open und 1994 mit Larisa Neiland bei den Australian Open. Zu seinen weiteren Erfolgen zählen der Gewinn des Kanada Masters im Jahr 1995 an der Seite von Jewgeni Kafelnikow sowie das Erreichen des Endspiels 1992 im Herren-Doppel bei den French Open mit David Adams.
Außerdem nahm Olchowski für das sowjetische Team an den Olympischen Spielen 1988 und für das russische Team an den Olympischen Spielen 1996 teil.
Im Davis Cup kam er von 1983 bis 2001 zum Einsatz. In diesem Zeitraum bestritt er 28 Partien, bei denen er 13 Siege feierte.

## Erfolge
| Legende (Anzahl der Siege)                     |
| Grand Slam                                     |
| Tennis Masters Cup                             |
| Championship Series, Single Week (1)           |
| ATP Championship Series (1)                    |
| ATP World Series ATP International Series (20) |
| ATP Challenger Tour (7)                        |

| ATP-Titel nach Belag |
| Hartplatz (5)        |
| Sand (5)             |
| Rasen (0)            |
| Teppich (12)         |

### Einzel

#### Turniersiege
| Nr. | Datum           | Turnier    | Belag       | Finalgegner   | Ergebnis      |
| --- | --------------- | ---------- | ----------- | ------------- | ------------- |
| 1.  | 1. März 1993    | Kopenhagen | Teppich (i) | Nicklas Kulti | 7:5, 3:6, 6:2 |
| 2.  | 29. Januar 1996 | Shanghai   | Teppich (i) | Mark Knowles  | 7:65, 6:2     |

#### Finalteilnahmen
| Nr. | Datum              | Turnier      | Belag       | Finalgegner   | Ergebnis        |
| --- | ------------------ | ------------ | ----------- | ------------- | --------------- |
| 1.  | 26. September 1994 | Kuala Lumpur | Teppich (i) | Jacco Eltingh | 6:7, 6:2, 4:6   |
| 2.  | 6. März 1995       | Kopenhagen   | Teppich (i) | Martin Sinner | 7:63, 6:78, 3:6 |

### Doppel

#### Turniersiege

##### ATP World Tour
| Nr. | Datum             | Turnier            | Belag         | Partner            | Finalgegner                             | Ergebnis           |
| --- | ----------------- | ------------------ | ------------- | ------------------ | --------------------------------------- | ------------------ |
| 01. | 8. März 1993      | Kopenhagen (1)     | Teppich (i)   | David Adams        | Martin Damm Daniel Vacek                | 6:3, 3:6, 6:3      |
| 02. | 5. April 1993     | Estoril (1)        | Sand          | David Adams        | Menno Oosting Udo Riglewski             | 6:3, 7:5           |
| 03. | 30. August 1993   | Schenectady        | Hartplatz     | Bernd Karbacher    | Byron Black Brett Steven                | 2:6, 7:6, 6:1      |
| 04. | 21. Februar 1994  | Stuttgart          | Teppich (i)   | David Adams        | Grant Connell Patrick Galbraith         | 6:7, 6:4, 7:6      |
| 05. | 8. August 1994    | Kitzbühel          | Sand          | David Adams        | Sergio Casal Emilio Sánchez             | 6:7, 6:3, 7:5      |
| 06. | 16. Januar 1995   | Jakarta            | Hartplatz     | David Adams        | Ronald Agénor Shūzō Matsuoka            | 7:5, 6:3           |
| 07. | 13. Februar 1995  | Marseille (1)      | Teppich (i)   | David Adams        | Jean-Philippe Fleurian Rodolphe Gilbert | 6:1, 6:4           |
| 08. | 10. April 1995    | Estoril (2)        | Sand          | Jewgeni Kafelnikow | Marc-Kevin Goellner Diego Nargiso       | 5:7, 7:5, 6:2      |
| 09. | 31. Juli 1995     | Montreal           | Hartplatz     | Jewgeni Kafelnikow | Brian MacPhie Sandon Stolle             | 6:2, 6:2           |
| 10. | 1. April 1996     | St. Petersburg (1) | Teppich (i)   | Jewgeni Kafelnikow | Nicklas Kulti Peter Nyborg              | 6:3, 6:4           |
| 11. | 15. April 1996    | Hongkong           | Hartplatz     | Patrick Galbraith  | Kent Kinnear Dave Randall               | 6:3, 6:7, 7:6      |
| 12. | 14. Oktober 1996  | Peking             | Teppich (i)   | Martin Damm        | Patrik Kühnen Gary Muller               | 6:4, 7:5           |
| 13. | 11. November 1996 | Moskau             | Teppich (i)   | Rick Leach         | Jiří Novák David Rikl                   | 4:6, 6:1, 6:2      |
| 14. | 17. März 1997     | Kopenhagen (2)     | Teppich (i)   | Brett Steven       | Kenneth Carlsen Frederik Fetterlein     | 6:4, 6:2           |
| 15. | 31. März 1997     | St. Petersburg (2) | Teppich (i)   | Brett Steven       | David Prinosil Daniel Vacek             | 6:4, 6:3           |
| 16. | 8. Februar 1999   | Marseille (2)      | Hartplatz (i) | Maks Mirny         | David Adams Pavel Vízner                | 7:5, 7:67          |
| 17. | 8. März 1999      | Kopenhagen (3)     | Teppich (i)   | Maks Mirny         | Marc-Kevin Goellner David Prinosil      | 6:75, 7:64, 6:1    |
| 18. | 24. Mai 1999      | St. Pölten         | Sand          | Andrew Florent     | Brent Haygarth Robbie Koenig            | 5:7, 6:4, 7:5      |
| 19. | 4. Februar 2002   | Mailand            | Teppich (i)   | Karsten Braasch    | Julien Boutter Maks Mirny               | 3:6, 7:65, [12:10] |
| 20. | 15. April 2002    | Estoril (3)        | Sand          | Karsten Braasch    | Simon Aspelin Andrew Kratzmann          | 6:3, 6:3           |

##### Challenger Tour
| Nr. | Datum             | Turnier     | Belag       | Partner               | Finalgegner                       | Ergebnis      |
| --- | ----------------- | ----------- | ----------- | --------------------- | --------------------------------- | ------------- |
| 1.  | 15. Juli 1990     | Bristol     | Rasen       | Olli Rahnasto         | Arnaud Boetsch Peter Nyborg       | 7:5, 6:4      |
| 2.  | 12. August 1990   | Knokke      | Sand        | Dmytro Poljakow       | Xavier Daufresne Denis Langaskens | 6:4, 4:6, 6:3 |
| 3.  | 14. April 1991    | Rom-Parioli | Sand        | Marcos Aurelio Górriz | Martin Damm David Rikl            | 7:5, 2:6, 6:2 |
| 4.  | 12. Mai 1991      | Ljubljana   | Sand        | Slobodan Živojinović  | Richard Vogel Daniel Vacek        | 6:7, 7:6, 6:3 |
| 5.  | 8. März 1992      | Saragossa   | Hartplatz   | David Adams           | Martin Damm Murphy Jensen         | 6:2, 1:6, 6:4 |
| 6.  | 29. November 1998 | Portorož    | Hartplatz   | Maks Mirny            | Aleksandar Kitinov Takao Suzuki   | 6:4, 7:6      |
| 7.  | 6. Dezember 1998  | Nümbrecht   | Teppich (i) | Maks Mirny            | Saša Hiršzon Aleksandar Kitinov   | 6:4, 7:6      |

#### Finalteilnahmen
| Nr. | Datum              | Turnier              | Belag         | Partner             | Finalgegner                          | Ergebnis      |
| --- | ------------------ | -------------------- | ------------- | ------------------- | ------------------------------------ | ------------- |
| 01. | 21. Mai 1990       | Umag                 | Sand          | Andrei Tscherkassow | Vojtěch Flégl Daniel Vacek           | 4:6, 4:6      |
| 02. | 11. März 1991      | Kopenhagen           | Teppich (i)   | Mansour Bahrami     | Todd Woodbridge Mark Woodforde       | 3:6, 1:6      |
| 03. | 20. April 1992     | Tampa                | Sand          | Luiz Mattar         | Mike Briggs Trevor Kronemann         | 6:7, 7:6, 4:6 |
| 04. | 8. Juni 1992       | French Open          | Sand          | David Adams         | Jakob Hlasek Marc Rosset             | 6:7, 7:6, 5:7 |
| 05. | 16. November 1992  | Moskau (1)           | Teppich (i)   | David Adams         | Marius Barnard John-Laffnie de Jager | 4:6, 6:3, 6:7 |
| 06. | 1. März 1993       | Rotterdam            | Teppich (i)   | David Adams         | Henrik Holm Anders Järryd            | 4:6, 6:7      |
| 07. | 14. Juni 1993      | ’s-Hertogenbosch (1) | Rasen         | David Adams         | Patrick McEnroe Jonathan Stark       | 6:7, 6:1, 4:6 |
| 08. | 20. September 1993 | Bordeaux             | Hartplatz (i) | David Adams         | Pablo Albano Javier Frana            | 6:7, 6:4, 3:6 |
| 09. | 18. Oktober 1993   | Bozen                | Hartplatz     | David Adams         | Hendrik Jan Davids Piet Norval       | 3:6, 2:6      |
| 10. | 4. April 1994      | Osaka                | Hartplatz     | David Adams         | Martin Damm Sandon Stolle            | 4:6, 4:6      |
| 11. | 1. August 1994     | Hilversum            | Sand          | David Adams         | Daniel Orsanic Jan Siemerink         | 4:6, 2:6      |
| 12. | 24. Oktober 1994   | Peking               | Teppich (i)   | David Adams         | Tommy Ho Kent Kinnear                | 6:7, 3:6      |
| 13. | 14. November 1994  | Moskau (2)           | Teppich (i)   | David Adams         | Jacco Eltingh Paul Haarhuis          | kampflos      |
| 14. | 9. Januar 1995     | Doha (1)             | Hartplatz     | Jan Siemerink       | Stefan Edberg Magnus Larsson         | 6:7, 2:6      |
| 15. | 15. Mai 1995       | Hamburg              | Sand          | Byron Black         | Wayne Ferreira Jewgeni Kafelnikow    | 1:6, 6:7      |
| 16. | 19. Juni 1995      | ’s-Hertogenbosch (2) | Rasen         | Hendrik Jan Davids  | Richard Krajicek Jan Siemerink       | 5:7, 3:6      |
| 17. | 26. Juni 1995      | Halle                | Rasen         | Jewgeni Kafelnikow  | Jacco Eltingh Paul Haarhuis          | 2:6, 6:3, 3:6 |
| 18. | 7. Oktober 1996    | Singapur             | Teppich (i)   | Martin Damm         | Todd Woodbridge Mark Woodforde       | 6:7, 6:7      |
| 19. | 3. März 1997       | Mailand              | Teppich (i)   | David Adams         | Pablo Albano Peter Nyborg            | 4:6, 6:7      |
| 20. | 8. Januar 2001     | Doha (2)             | Hartplatz     | Juan Balcells       | Mark Knowles Daniel Nestor           | 3:6, 1:6      |